# 小山昭夫
小山 昭夫（こやま あきお、1931年（昭和6年）6月19日 - ）は、日本の精神科医、学校法人経営者。藍野グループ代表、学校法人東北文化学園大学元理事長。
長男は健康科学大学元理事長で学校法人藍野大学理事長の小山英夫。

## 経歴
- 1959年（昭和34年） - 東京大学医学部卒業。精神科医となる。
- 1961年（昭和36年） - 小山診療所を兄と共同で設立。
- 1965年（昭和40年） - 大阪府茨木市に精神科病院藍野病院を設立。同年、医療法人恒昭会に改組。
- 2005年（平成17年）4月 - 学校法人東北文化学園大学理事長に就任。
- 2007年（平成19年） - 学校法人樟蔭東学園に2億円を融資して、理事選任権を得た[1]。
- 2008年（平成20年）3月31日 - 医療法人恒昭会理事を辞任[2]。
- 2010年（平成22年） - 樟蔭東学園の運動場約1万2,000平方メートルを約22億6,800万円で売却した。その後、無担保で3億8,000万円の融資を受けた[1][3]。
- 2011年（平成23年）12月 - 樟蔭東学園からの融資、4億3,000万円分を堺市内に所有する山林約17.5ヘクタールの譲渡で代物弁済したが、山林にそれほどの価値がなく、文部科学省や大阪府から、学校法人へ現金による回収の指示がなされたことから、現金で4億3,000万円を返済した[4]。
- 2013年（平成25年）3月6日 - 樟蔭東中学校・高等学校を経営する学校法人樟蔭東学園に不正融資で3億8千万円の損害を与えた背任の疑いで、大阪地方検察庁特別捜査部に逮捕された[1]。
- 2013年（平成25年）11月22日 - 背任罪で大阪地方裁判所に懲役3年、執行猶予5年の有罪判決を言い渡された[5]。

## 藍野学院のグループ医療機関
- 藍野病院
- 藍野花園病院
- 青葉丘病院
- アイノクリニック
- 彦根中央病院
- 上野芝病院

## 関係した学校
- 健康科学大学
- 一関修紅高等学校

## 著書
- トリエステ精神保健サービスガイド　精神病院のない社会へ向かって（現代企画室、2006年04月）